# G292.0+01.8
G292.0+01.8 — залишок наднової, розташований у сузір'ї Центавра. Спочатку його помітили як потужне радіоджерело, а згодом на глибоких знімках було виявлено гарячу оптичну туманність у цьому місці. Він знаходиться на відстані приблизно 15 000 світлових років від нас.
Спектр залишку не показує помітних ліній водню та гелію та присутні лише кисень та неон. Припускають, що масивна зірка спалила свій водень, утворивши кисень і неон, і вибухнула перед тим, як переробити будь-які більш важкі елементи. Мабуть, це сталося відносно недавно, оскільки кисень і неон ще не змішалися з міжзоряним воднем. Було запропоновано верхню межу в 1500 років, і вона повинна бути принаймні кілька сотень років, оскільки немає жодних записів про присутність європейців у південній півкулі, які б зазначали наднову в цьому місці.